# Elosa worrallii
Elosa worrallii is een raderdiertjessoort uit de familie Trichocercidae. De wetenschappelijke naam van deze soort is voor het eerst geldig gepubliceerd in 1891 door Lord.